# Isaak Bacharach
Isaak Bacharach (geboren 2. Dezember 1854 in Seligenstadt; gestorben 22. September 1942 im Ghetto Theresienstadt) war ein deutscher Mathematiker und Opfer des Holocaust. Nach ihm und Arthur Cayley ist der Satz von Cayley-Bacharach benannt.

## Leben
Isaak Bacharach wurde vermutlich als Sohn von Samuel und Friederike Bacharach in Seligenstadt geboren. Isaak Bacharach besuchte vier Jahre die Volksschule in Seligenstadt, vier Jahre das Israelitische Lehr- und Erziehungsinstitut in Pfungstadt, ein Jahr das Progymnasium in Seligenstadt und drei Jahre das Humanistische Gymnasium in Darmstadt. Im Herbst 1873 begann er ein Studium am Polytechnikum Darmstadt. Ein Jahr später wechselte er für ein Jahr an die Universität Leipzig und für je ein weiteres Jahr an die Universität München und das Polytechnikum München. Dort waren Felix Klein und Alexander von Brill seine Lehrer. Im Jahre 1877 bestand er die Lehramtsprüfung und war vom 12. November 1877 bis zum 16. Oktober 1878 als Assistent an der Kreisrealschule Würzburg tätig. Am 16. Oktober 1878 wurde Isaak Bacharach „Lehramtsverweser“ und am 16. Dezember 1879 als Reallehrer für Mathematik und Physik an der Königlich Bayrischen Realschule in Erlangen angestellt.
Isaak Bacharach setzte sein Studium an der Universität Erlangen fort und publizierte bereits in den Jahren 1878 bis 1880 unter anderem über Rotationsflächen und Flächen dritter Ordnung. In seinen weiteren wissenschaftlichen Arbeiten behandelte Bacharach den Cayley’schen Schnittpunktsatz und entwickelte diesen entscheidend weiter, so dass die Wissenschaft in der Folgezeit vom Cayley-Bacharach-Theorem spricht. Er promovierte darüber 1881 bei Max Noether mit einer Abhandlung über Schnittpunktsysteme algebraischer Kurven (Titel der Dissertation: Ueber Schnittpunktsysteme algebraischer Curven). Die Dissertation hatte zum Ziel, Cayleys Arbeit aufbauend auf den Ergebnissen von Noether (Fundamentalsatz) streng zu begründen und zu ergänzen.
Isaak Bacharach war mit Pauline Rosenthal (geb. 10. November 1860 in Fürth) verheiratet. In Erlangen wurden Tochter Maria am 20. September 1885 und Sohn Emil am 19. September 1887 geboren.
1896 wird Bacharach an die Königliche Industrieschule Nürnberg berufen, wo ihm die neue Professur für Mathematik und Physik übertragen wurde. Die Familie zog am 24. November 1896 von Erlangen nach Nürnberg. Von November 1909 bis März 1939 lebte Isaak Bacharach fast dreißig Jahre lang als Mieter im ersten Stock des Anwesens Friedrichstraße 66. Neben seiner lehramtlichen Tätigkeit bekleidete er das Amt des Konservators für die physikalischen Sammlungen und wurde am 1. Oktober 1910 zum ersten jüdischen Konrektor des Königlich Bayerischen Technikums Nürnberg ernannt.
Am 6. Januar 1917 wurde Isaak Bacharach vom Königreich Bayern der Verdienstorden vom heiligen Michael IV. Klasse mit der Krone verliehen und am 18. November 1917 sowohl das König Ludwig-Kreuz als auch das Luitpold-Kreuz für 40 Dienstjahre in Staats- und Gemeindediensten.
Am 1. Februar 1920 wurde Isaak Bacharach auf eigenen Wunsch mit 66 Jahren „unter Anerkennung seiner vorzüglichen Dienstleistung“ in den Ruhestand versetzt.
Seine Frau Pauline starb am 17. November 1931 in Nürnberg.
Am 30. März 1939 wurde Isaak Bacharach aufgefordert seine Wohnung in der Friedrichstraße 66 zu verlassen und in das „Judenhaus“ Bucher Straße 17 umzuziehen. Sein Sohn Emil wurde von den Nationalsozialisten als Landgerichtsrat aus dem Dienst entfernt und gemeinsam mit seiner Frau Dora am 29. November 1941 ins Lager Jungfernhof bei Riga deportiert; beide gelten als verschollen. Dem Ehepaar gelang es jedoch zuvor, ihren Sohn und ihre Tochter im Ausland in Sicherheit zu bringen.
Nach der Deportation seines Sohnes und seiner Schwiegertochter wurde Isaak Bacharach am 21. Dezember 1941 im jüdischen Schwesternwohnheim Wielandstraße 6 untergebracht. Seine Tochter Maria starb am 17. Januar 1942 in Nürnberg.
Mit 87 Jahren wurde Isaak Bacharach am 10. September 1942 mit dem Transport II/25 von Nürnberg ins Ghetto Theresienstadt deportiert. In seiner Einwohnermeldekarte der Stadt Nürnberg wurde vermerkt: „in das Protektorat verschoben“. Zwölf Tage später wurde er für tot erklärt. In der vom Ghetto Theresienstadt ausgestellten Todesfallanzeige wurde die Todesursache mit „Enteritis, Darmkatarrh“ vermerkt. Mit dem Transport II/25 von Nürnberg nach Theresienstadt wurden 1000, meist ältere Menschen deportiert, von denen nur 51 den Holocaust überlebten.

## Schriften
- Ueber den Cayley’schen Schnittpunktsatz. In: Mathematische Annalen. Band 26, Nr. 2, 1886, S. 275–299 (digizeitschriften.de – Ausarbeitung seiner Dissertation).